# Johor–Singapore Causeway
De Johor–Singapore Causeway (Chinees: 新柔长堤, Maleis: Tambak Johor) is een 1.056 meter lange dijk die de stad Johor Bahru in Maleisië over de Straat Johore met de plaats Woodlands in de stadstaat Singapore verbindt. Op de dijk zijn een autoweg en enkele spoorwegverbinding aangelegd; de dijk draagt ook pijpleidingen voor onder meer drinkwater richting Singapore.

## Geschiedenis
Reeds in de 19e eeuw werden een aantal exportproducten uit Maleisië zoals tin, rubber, peper en cachou verscheept naar Europa via de haven van Singapore. Voor de oversteek van de Straat Johore werden veelal veerboten gebruikt. Begin 20e eeuw kende dit transport, evenals de passagiersstroom tussen Johor Bahru en Singapore, een forse toename wat leidde tot wachttijden en overbelasting van de veerverbindingen. Vanaf 1911 voeren veerboten zelfs de klok rond om de nodige capaciteit te kunnen bieden. Maar dit volume alsmede de kostprijs van onderhoud van de veerboten deden de koloniale overheden zoeken naar een alternatief. Ook een brug betekende een hoge kost in staal en onderhoud, waardoor de keuze voor een dijkverbinding aanhang won.
De keuze gebeurde uiteindelijk na overleg tussen de overheden van de Gefedereerde Maleise Staten, Johor en de Straits Settlements. De gekozen oplossing werd op 17 miljoen Straits dollar ingeschat. De financiering werd over deze drie staten gedeeld.
Aan de zijde van Johor werd een kanaal voor kleine schepen voorzien, met een sluis en hefbrug. Waterschotten moesten zo nodig helpen bij de waterhuishouding.
In april 1920 begonnen de werken. Er werd een eerstesteenleggingsceremonie ingericht in aanwezigheid van Sir Laurence Nunns Guillemard, de gouverneur van de Straits Settlements, de sultan van Johor, Ibrahim II, en de moefti van Johor, die ceremoniële wateren op de bouwplaats in de straat goot (air doa selamat, air tolak bala en air mawar). De ceremonie eindigde met de storting in de Straat Johore van de eerste twee ladingen steenstort die samen circa 500 ton graniet omvatten. De dijk werd gestort met steenafval en graniet afkomstig uit Ubin en Bukit Timah. Het kanaal en de sluis werden in 1922 afgewerkt en vanaf januari 1923 verliep alle resterend passerend scheepvaartverkeer via dit kanaal terwijl op het traject in de rest van de straat langzamerhand de diepte steeds verkleinde. Met 2.000 arbeiders en 1,14 miljoen m³ werd de dijk aangelegd. Juni 1923 werd de dijk finaal afgesloten, goederentreinen reden vanaf 17 september 1923, passagierstreinen vanaf 1 oktober. De veerverbinding werd dramatisch teruggedraaid in frequentie. De inhuldiging van de dijk volgde op 28 juni 1924 waarbij de hoogwaardigheidsbekleders de verbinding overstaken in een autokonvooi van elf wagens.
Na de Japanse invasie in Maleisië hebben de Britse troepen zelf de dijk vernield met twee ontploffingen op 31 januari 1942. De ene vernielde de hefbrug, een tweede sloeg verderop een gat van meer dan 21 meter in de dijk. De Japanners herstelden de dijk met de aanleg van liggerbruggen en namen Singapore in. In februari 1946 plaatsten de Britten twee Baileybruggen ter vervanging van de Japanse liggerbruggen. Bij de definitieve herstellingen werden het kanaal, de sluis en de hefbrug niet meer behouden wegens het sterk gedaalde gebruik van deze doorvaartroute.
Met het oproer bij de onafhankelijkheidsstrijd van Maleisië tussen 1948 en 1960 werd de gewoonte van identiteitscontrole bij de overgang van de dijk ingevoerd. Rond 1960 ging het dagelijks om 30.000 personen en 7.000 voertuigen.
De dijk werd na verloop van tijd een twistpunt tussen Johor en Singapore waarbij de overheden in Johor om de belangen van de staat te verdedigen ijverden voor de vervanging van de dijk door een of meerdere bruggen en/of tunnels. Het is een regelmatig twistpunt bij de officiële betrekkingen tussen Maleisië en Singapore.